# Observatoř Stará Lesná
Observatoř Stará Lesná (slovensky Observatórium Stará Lesná) je astronomická observatoř, která se nachází ve Staré Lesné v okrese Kežmarok v nadmořské výšce 785 m n. m. Observatoř patří pod Astronomický ústav Slovenské akademie věd, v jeho areálu se nachází meteorologická stanice Geofyzikálního ústavu SAV. Výstavba budovy observatoře začala v roce 1979.
Observatoř (stav v prosinci 2014) zahrnuje „komplex dvou kupolí a jedné zvláštní budovy, kde jsou umístěny 60cm a 50cm reflektory pro fotometrii hvězd, 50cm horizontální sluneční dalekohled se spektrografem (f=35 m) pro spektrální pozorování povrchu Slunce a malý 10cm refraktor pro kresbu slunečních skvrn. Horizontální sluneční dalekohled se spektrografem se dnes používá hlavně pro astronomická praktika studentů univerzit a k testům astronomických postfokálních zařízení a optiky.“
Meteorologická stanice je detašovaným pracovištěm Oddělení fyziky atmosféry Geofyzikálního ústavu SAV. Stanice je v nadmořské výšce 810 m n. m. Podle webových stránek ústavu je „pozorovací program zaměřen na:
- základní klimatologická měření,
- měření slunečního záření a vyzařování zemského povrchu,
- a monitoring znečištění vzduchu.“[3]

Během vichřice ve Vysokých Tatrách 19. listopadu 2004 se stanice Stará Lesná nacházela v oblasti největšího poškození lesa. Nárazový vítr s rychlostí nad 30 m/s zde trval od 15:20 do 18:20.